# Téglás
Téglás là một thành phố thuộc hạt Hajdú-Bihar, Hungary. Thành phố này có diện tích 38,33 km², dân số năm 2010 là 6625 người, mật độ 173 người/km².